# Rheiformes
Rheidae
Ordre
Famille
Les Rheiformes sont un ordre d'oiseaux d'Amérique du Sud. Cet ordre n'est plus représenté actuellement que par la famille des nandous, dite aussi Rheidae.

## Description
Ce sont de très grands oiseaux terrestres (de 92 à 140 cm), incapables de voler. Leur pied ne comporte que 3 orteils, et ils ont les pattes et le cou longs.

## Répartition
Les rheiformes actuels vivent en Amérique du Sud au sud de l'équateur.

## Habitat
Ces oiseaux fréquentent des régions herbeuses et à broussailles du niveau de la mer jusqu'à 4 500 m d'altitude.

## Nidification
Les rhéidés sont polygames, chaque mâle ayant entre deux et douze femelles. Après l'accouplement, le mâle construit un nid pour chaque femelle qui vient y pondre ses œufs. 

## Alimentation
Les rhéidés sont omnivores.

## Liste des familles, genres et espèces
L'ordre des Rheiformes n'est pas monotypique et contient d'autres familles :
- famille † Opisthodactylidae[1] Ameghino, 1895
  - genre † Diogenornis[1] Alvarenga, 1983
    - espèce † Diogenornis fragilis[1] Alvarenga, 1983

  - genre † Opisthodactylus[1] Ameghino, 1891
- famille Rheidae Bonaparte, 1849
  - genre † Heterorhea[1] Rovereto, 1914
    - espèce † Heterorhea dabbenei

  - genre † Protorhea[1] Moreno et Mercerat, 1891
    - espèce † Protorhea azarae[1] Moreno et Mercerat, 1891

  - genre † Hinasuri
    - espèce † Hinasuri nehuensis

  - genre Rhea
    - espèce Rhea americana Linnaeus, 1758 – Nandou d'Amérique
    - espèce Rhea pennata d'Orbigny, 1837 – Nandou de Darwin
    - espèce † Rhea fossilis[1] Moreno et Mercerat, 1891
    - espèce † Rhea pampeana[1] Moreno et Mercerat, 1891
    - espèce † Rhea subpampeana[1] Moreno et Mercerat, 1891

### Liste des espèces
D'après la classification de référence (version 5.1, 2015) du Congrès ornithologique international (ordre phylogénique) :
- Rhea americana Linnaeus, 1758 – Nandou d'Amérique
- Rhea pennata d'Orbigny, 1837 – Nandou de Darwin